# Abrit
Abrit (bulgariska: Абрит) är ett distrikt i Bulgarien.   Det ligger i kommunen Obsjtina Krusjari och regionen Dobritj, i den nordöstra delen av landet, 400 kilometer öster om huvudstaden Sofia.
Trakten runt Abrit består till största delen av jordbruksmark. Runt Abrit är det glesbefolkat, med 17 invånare per kvadratkilometer.